# ロール・コール (ハンク・モブレーのアルバム)
| 専門評論家によるレビュー            | 専門評論家によるレビュー |
| レビュー・スコア                    | レビュー・スコア         |
| 出典                                | 評価                     |
| ----------------------------------- | ------------------------ |
| Allmusic                            | [ 1 ]                    |
| The Rolling Stone Jazz Record Guide | [ 2 ]                    |

『ロール・コール』 (Roll Call) は、ジャズのテナー・サックス奏者ハンク・モブレーのアルバム。同じ1960年に収録されたアルバム『ソウル・ステーション』(Soul Station) と並んでモブレーの最高傑作と見なされており、ウィントン・ケリー、ポール・チェンバース、アート・ブレイキー、フレディ・ハバードといったハード・バップ時代だった当時の最も優れたミュージシャンたちが参加している。

## トラックリスト
特記のない曲は、ハンク・モブレーの作曲作品。
1. ロール・コール / Roll Call - 10:33
2. マイ・グルーヴ・ユア・ムーヴ / My Groove Your Move - 6:07
3. テイク・ユア・ピック / Take Your Pick - 5:27
4. ア・バプティスト・ビート / A Baptist Beat - 8:54
5. ザ・モア・アイ・シー・ユー / The More I See You (Warren, Gordon) - 6:47
6. ザ・ブレイクダウン / The Breakdown - 4:57
7. ア・バプティスト・ビート（別テイク）/ A Baptist Beat [alternate take] - 9:42 CDに追加されたボーナストラック

## パーソネル
- ハンク・モブレー - テナー・サクソフォーン
- フレディ・ハバード - トランペット
- ウィントン・ケリー - ピアノ
- ポール・チェンバース - ベース
- アート・ブレイキー - ドラムス